# 보충어
보충어(補充語, complement), 기움말  또는 보어는 문법 용어로, 주어와 서술어만으로는 의미가 충분치 않은 문장에서 이를 보완하는 수식어를 뜻한다. 언어에 따라 형태와 의미가 다르며 존재하지 않는 경우도 있다.

## 같이 보기
- 부가어
- 논항
- 서술어